# منتخب الدنمارك لكرة الطائرة للسيدات
منتخب الدنمارك لكرة الطائرة للسيدات هو ممثل الدنمارك الرسمي في المنافسات الدولية في كرة طائرة للسيدات
.